# Wolfram von Eschenbach
Pour les articles homonymes, voir Eschenbach.
Œuvres principales
- « Parzival »
- « Willehalm »
- « Titurel »
- « Chants »

Wolfram von Eschenbach (né autour de 1170 dans le village d’Eschenbach en Bavière - mort autour de 1220) est un poète allemand du Moyen Âge. Il est considéré comme l’un des plus grands poètes épiques de son temps et l’un des représentants majeurs de la littérature courtoise en moyen haut-allemand. Comme Minnesänger (équivalent germanique des trouvères), il a également écrit de la poésie lyrique.

## Vie
On ne connaît pas grand-chose de la vie de Wolfram, sinon ce qu'on peut déduire de ses œuvres. D'après son nom, il est né à Eschenbach (maintenant appelé Wolframs-Eschenbach) en Bavière, près d'Ansbach. De plus, on sait qu'il a suivi comme courtisan un certain nombre de cours dans sa vie.

## Œuvre
Aujourd'hui, Wolfram est avant tout connu pour son Parzival, qu'on considère parfois comme la plus grande de toutes les épopées allemandes de ce temps. Basé selon certains auteurs sur Perceval de Chrétien de Troyes, c'est le premier travail en allemand dont le sujet est le Saint-Graal.
Mais en fait, dans son Parzival, Wolfram réfute la version inachevée de Chrétien de Troyes, et déclare que sa source était un poète appelé Kyot qui vivait en Provence. Quelques spécialistes croient que Wolfram a fait allusion à Guiot de Provins, quoique aucun des travaux sur la vie de Guiot ne semble se relier au thème de Perceval. Un autre spécialiste, Werner Greub, dans son  ouvrage dénommé La quête du Graal, Wolfram von Eschenbach et la réalité historique, aux éditions E.A.R. (2002), considère quant à lui, au bout d'une très longue enquête, avoir formellement identifié que ce Kyot qui vivait en Provence, n'était rien moins que le fameux personnage du Willehalm (de Wolfram, jamais traduit en Français), à savoir l'illustre Guillaume d'Orange, aussi connu sous le nom de St Guilhelm, et honoré comme tel à Saint-Guilhem-le-Désert (34150 France). D'autres enfin croient que Kyot était simplement un dispositif littéraire inventé par Wolfram pour expliquer ses déviations de la version de Chrétien de Troyes[réf. nécessaire].
Sa version de la quête du Graal, Parzival, puis son Titurel donnent au mythe une sonorité ésotérique beaucoup plus prononcée que chez Chrétien de Troyes : le Graal est gardé par une troupe de chevaliers que le traducteur français du Parzival a cru bon d'assimiler aux fameux Templiers, et il est réservé à quelques « élus » de s'en approcher, élus liés par une lignée commune. De nombreuses sociétés secrètes du XIXe siècle s'inspirèrent ou furent influencées par cette idée[réf. souhaitée].
Le Parzival de Wolfram était la source principale de Richard Wagner lorsqu'il a conçu le livret de son opéra, Parsifal. Par ailleurs, Parzifal est le père de Lohengrin, autre personnage wagnérien. Wolfram lui-même apparaît comme personnage dans Tannhäuser, autre opéra de Wagner, inspiré notamment par la vie d'Elisabeth de Hongrie, qui fut dans la réalité, entre 1220 et 1227, dans le fameux Château de la Wartbourg, lieu de déroulement de Tannhäuser, l'épouse du landgrave Louis IV de Thuringe, fils d'Hermann 1er de Thuringe, autre personnage de Tannhäuser. 
Ici le mythe du XIIIe siècle développé depuis le Château de la Wartbourg, où Wolfram résida et aurait écrit en partie son Parsifal, se confond à tel point avec celui du XIXe siècle, qui a vu Wagner résider lui aussi dans le même château, ponctuellement au moins, pour écrire la trame de son Tannhäuser, développé autour du même château, que l'on conçoit qu'il ait pu tourner la tête du plus grand de leurs admirateurs, Louis II de Bavière, qui a voulu reproduire le mythe, tant de l'un que de l'autre, dans son fabuleux Château de Neuschwanstein. Ceci jusqu'à se demander si Luther, qui a lui aussi résidé dans ce Château de la Wartbourg, de mai 1521 à mars 1522, pour s'y mettre à l'abri, et traduire le Nouveau Testament en Allemand, n'a pas lui aussi subi l'influence de ce grand lieu du mythe européen.

### Œuvres
- Parzival
  - Éditions Aubier Montaigne, Paris 1977 - traduction de Ernest Tonnelat
  - Éditions anthroposophiques romandes, Genève 2004 - traduction d'Alphonse Grandmont
- Willehalm, non traduit
- Titurel
- Chants[1] :

1. Den morgenblic bî wahtaeres sange erkôs
2. Ez ist nu tac!
3. Sîne klâwenv
4. Von der zinnen
5. Der helnden minne ir klage
6. Ein wîp mac wol erlouben mir
7. Ursprinc bluomen, loup ûzdringen
8. Guot wîp, ich bitte dich minne